# Кирилич, Василий Петрович
Василий Петрович Кирилич (укр. Василь Петрович Кирилич; род. 28 мая 1964, село Тисовица, Львовская область) — украинский дипломат. Автор публикаций по этнополитике, балканистике и восточноевропейской тематике. Автор первого украинского дипломатического календаря (2007, 2017), исследование «мир об Украине и украинцах» (2016). Кандидат политических наук, доцент. Чрезвычайный и полномочный посол (2024).
Чрезвычайный и полномочный посол Украины в Хорватии с 24 декабря 2019 года, чрезвычайный и полномочный посол Украины в Боснии и Герцеговине по совместительству с 28 июля 2020 по 21 июля 2025 года.
Владеет болгарским, польским, хорватским, немецким и английским языками.

## Биография
Родился 28 мая 1964 года во Львовской области.
В 1981—1985 годах — студент Дрогобычского педагогического института.
Ноябрь 1985 — сентябрь 1988 — преподаватель украинского языка Дрогобычского педагогического института, учитель украинского языка и литературы по совместительству.
Август 1988 — октябрь 1991 — директор Соседовичской средней школы, Львовская область.
Январь — февраль 1991, февраль — март 1994 — стипендиат института славистики Венского университета.
Октябрь 1991 — август 1999 — заведующий отделом образования Старосамборской райгосадминистрации Львовской области.
Сентябрь 1999 — июль 2001 — слушатель Дипломатической академии при МИД Украины.
Ноябрь 2001 — июль 2002 — третий секретарь по должности первого секретаря управления Европейского Союза ДЕИ МИД Украины.
Июль 2002 — май 2006 — вице-консул Генерального консульства Украины в г. Варна (Болгария).
Апрель — ноябрь 2006 — второй секретарь по должности начальника отдела Управления взаимодействия с государственными органами и координации внешних сношений МИД.
Ноябрь 2006 — сентябрь 2007 — первый секретарь по должности заместителя начальника отдела, и. о. начальника отдела спикера МИД департамента секретариата министра МИД Украины.
Сентябрь 2007 — февраль 2008 — начальник отдела представителя МИД департамента секретариата министра МИД Украины — представитель МИД.
Февраль 2008 — октябрь 2009 — заместитель директора департамента секретариата министра, представитель МИД Украины.
Май 2010 — июль 2010 — временный поверенный в делах Украины в Австрии.
Октябрь 2009 — декабрь 2013 — советник-посланник ПУ в Австрии.
2015—2019 — начальник управления консульской защиты Департамента консульской службы МИД Украины.
С 24 декабря 2019 года — чрезвычайный и полномочный посол Украины в Хорватии.
С 28 июля 2020 по 21 июля 2025 года — чрезвычайный и полномочный посол Украины в Боснии и Герцеговине по совместительству.
В январе 2023 года президент Республики Сербской Милорад Додик заявил Василию Кириличу, что он является нежелательным лицом в республике. Это произошло после того как дипломат критиковал Додика за то, что он 9 января 2023 года наградил Владимира Путина медалью.

## Образование, учёная степень, учёное звание
Образование высшее, в 1985 году с отличием окончил Дрогобычский педагогический институт, учитель украинского языка и литературы.
В 2001 году — Дипломатическую академию при МИД Украины (с отличием); магистр внешней политики, кандидат политических наук, доцент.
Лектор авторских курсов «Риторика и ораторское искусство» и «публичная дипломатия».

## Награды и почётные звания
- Почётная грамота Верховной рады Украины (2022)[источник не указан 246 дней]
- Орден «За заслуги» III ст. (28 декабря 2022) — за весомый личный вклад в развитие межгосударственного сотрудничества, плодотворную дипломатическую деятельность и высокий профессионализм[7]
- «Світ про Україну та українців» (2016, 2021)[источник не указан 246 дней]
- Орден Святого Равноапостольного князя Владимира Великого III-степени (2018)
- Золотая медаль Верховного комитета Союза Тракийских обществ Республики Болгария (2006)
- Почётная грамота МИД Украины (2007, 2018)[источник не указан 246 дней]
- Благодарность МИД Украины (2004, 2007)[источник не указан 246 дней]

## Дипломатический ранг
- Чрезвычайный и полномочный посланник первого класса (2021)[8].
- Чрезвычайный и полномочный посол (21 декабря 2024)[9].

## Семья
Женат, имеет сына и дочь.